# Estany de Subenuix
L'estany de Subenuix és un llac d'alta muntanya resultant de l'acció erosiva del gel, ubicat a la vall de Subenuix, al Parc Nacional d'Aigüestortes i Estany de Sant Maurici. Té una superfície de 2,6 hectàrees i està situat a 2.190 metres d'altitud. Es troba dintre del terme municipal d'Espot, a la comarca del Pallars Sobirà.
El riu de Subenuix alimenta l'estany, i també n'és l'emissari.
A l'estany s'hi pot trobar tritó pirinenc (Calotriton asper). L'any 1969 s'introduí la truita de rierol (Salvelinus fontinalis), espècie exòtica d'origen nord-americà. En els anys 2016, 2017 i 2018 l'administració del Parc va executar campanyes per eliminar aquesta espècie i altres d'invasores dels estanys del Parc.